# Saint-Marcel-d'Ardèche
Pour les articles homonymes, voir Saint-Marcel.
Saint-Marcel-d'Ardèche est une commune française, située dans le département de l'Ardèche en région Auvergne-Rhône-Alpes.
Les habitants sont appelés les Saint-Marcellois et les Saint-Marcelloises.

## Géographie

### Situation et description
Localisée dans le Bas-Vivarais, la commune de Saint-Marcel-d'Ardèche est située dans le département de l'Ardèche. Elle s'étend sur 3 612 hectares. Sa limite sud est proche de la rivière Ardèche, qu'elle longe sur environ 200 mètres, tandis que le Rhône la sépare à l'est des départements de la Drôme et de Vaucluse. Le climat y est de type méditerranéen avec une végétation de chênes verts, genévriers et de garrigues sur quelque 1 600 hectares ; mais les collines et les plaines qui dominent les terrasses du Rhône comportent des zones très fertiles sur 1 700 hectares environ. 
Son paysage est alors composé d'une mosaïque de cultures (melons, asperges, arbres fruitiers, maïs, blé, tournesol, amandiers), mais la vigne domine, avec plus de 800 hectares au début des années 2000, une large part des surfaces étant en appellation d'origine contrôlée Côtes du Rhône et Côtes-du-rhône-villages.

### Communes limitrophes
Saint-Marcel-d'Ardèche est entourée de sept communes, réparties géographiquement de la manière suivante :

### Climat
Pour des articles plus généraux, voir Climat d'Auvergne-Rhône-Alpes et Climat de l'Ardèche.
En 2010, le climat de la commune est de type climat méditerranéen franc, selon une étude du CNRS s'appuyant sur une série de données couvrant la période 1971-2000. En 2020, Météo-France publie une typologie des climats de la France métropolitaine dans laquelle la commune est exposée à un climat méditerranéen et est dans la région climatique Provence, Languedoc-Roussillon, caractérisée par une pluviométrie faible en été, un très bon ensoleillement (2 600 h/an), un été chaud (21,5 °C), un air très sec en été, sec en toutes saisons, des vents forts (fréquence de 40 à 50 % de vents > 5 m/s) et peu de brouillards.
Pour la période 1971-2000, la température annuelle moyenne est de 13,5 °C, avec une amplitude thermique annuelle de 18,1 °C. Le cumul annuel moyen de précipitations est de 870 mm, avec 5,7 jours de précipitations en janvier et 3,5 jours en juillet. Pour la période 1991-2020, la température moyenne annuelle observée sur la station météorologique de Météo-France la plus proche, sur la commune de Pierrelatte à 8 km à vol d'oiseau, est de 14,4 °C et le cumul annuel moyen de précipitations est de 795,2 mm,. Pour l'avenir, les paramètres climatiques de la commune estimés pour 2050 selon différents scénarios d'émission de gaz à effet de serre sont consultables sur un site dédié publié par Météo-France en novembre 2022.

### Hydrographie
La partie orientale territoire est bordé par le Rhône.

### Voies de communication et transport
La commune est traversée dans l'axe nord-sud par la route départementale 86 (RD86), anciennement route nationale 86, qui permet de relier Lyon à Nîmes par Beaucaire, en longeant la rive droite du Rhône.

### Lieux-dits, hameaux et écarts
- Malherte - Salivaud - Nigoulen - Granouillet
- Trignan[Note 1] (ancienne commanderie de l'ordre de Saint-Jean de Jérusalem dite Saint-Jean d'Artignan, réunie avec la commanderie de Jalès en 1383[10] bien après la dévolution des biens de l'ordre du Temple[11], au sein du grand prieuré de Saint-Gilles ; chapelle médiévale Saint-Sulpice)

## Urbanisme

### Typologie
Au 1er janvier 2024, Saint-Marcel-d'Ardèche est catégorisée commune rurale à habitat dispersé, selon la nouvelle grille communale de densité à 7 niveaux définie par l'Insee en 2022.
Elle est située hors unité urbaine. Par ailleurs la commune fait partie de l'aire d'attraction de Pierrelatte, dont elle est une commune de la couronne,. Cette aire, qui regroupe 17 communes, est catégorisée dans les aires de moins de 50 000 habitants,.

### Occupation des sols
L'occupation des sols de la commune, telle qu'elle ressort de la base de données européenne d’occupation biophysique des sols Corine Land Cover (CLC), est marquée par l'importance des territoires agricoles (58,1 % en 2018), en augmentation par rapport à 1990 (56,8 %). La répartition détaillée en 2018 est la suivante : 
cultures permanentes (41,9 %), forêts (24,5 %), zones agricoles hétérogènes (16,1 %), milieux à végétation arbustive et/ou herbacée (15,1 %), zones urbanisées (1,2 %), eaux continentales (1,1 %), terres arables (0,1 %).
L'évolution de l’occupation des sols de la commune et de ses infrastructures peut être observée sur les différentes représentations cartographiques du territoire : la carte de Cassini (XVIIIe siècle), la carte d'état-major (1820-1866) et les cartes ou photos aériennes de l'IGN pour la période actuelle (1950 à aujourd'hui).

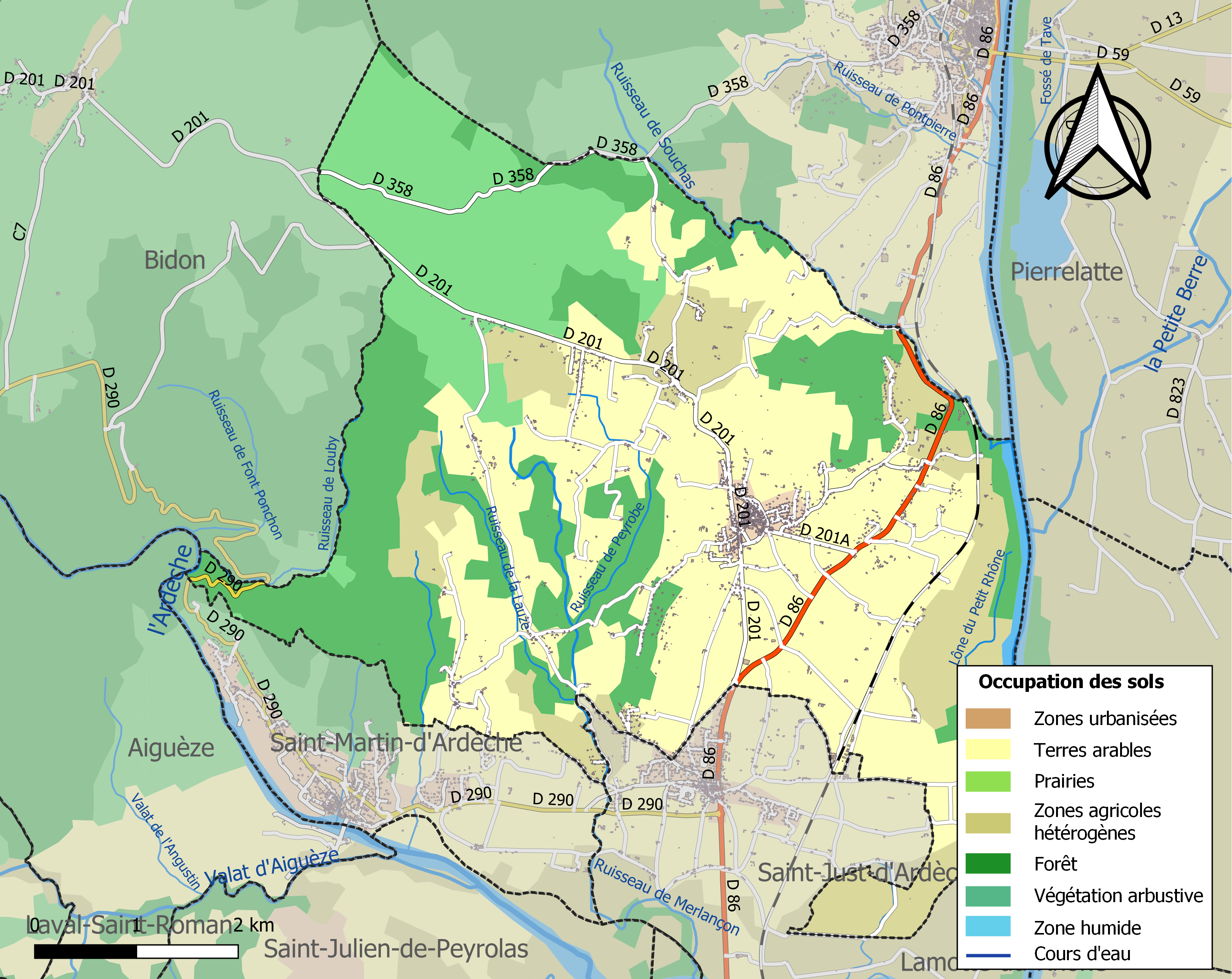
Carte des infrastructures et de l'occupation des sols de la commune en 2018 (CLC).

## Voies de communication et transports

### Transports en commun

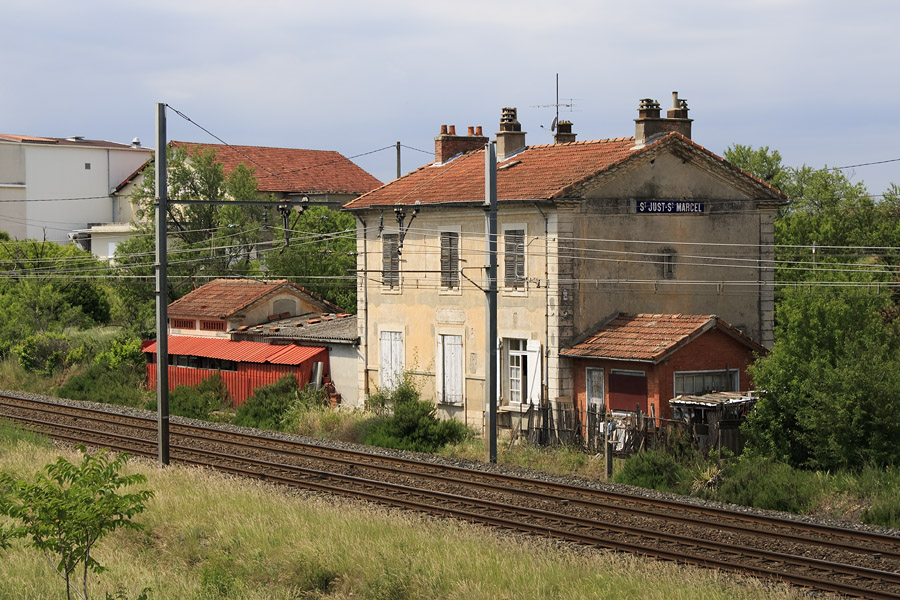
Gare de Saint-Just - Saint-Marcel.

Située sur la rive droite du Rhône (ligne Givors - Nîmes), la gare de Saint-Marcel-d'Ardèche, dite de Saint-Just - Saint-Marcel, n'est plus desservie par le trafic voyageurs, comme d'ailleurs toutes les gares ardéchoises. Le bâtiment est aujourd'hui une habitation particulière.
Saint-Marcel-d'Ardèche est desservie par les bus du conseil général de l'Ardèche.

## Histoire

### Préhistoire et Antiquité
Le peuplement du territoire constituant la commune de Saint-Marcel remonte aux temps les plus anciens, avec de nombreux signes d'implantation humaine dès la préhistoire. L'oppidum de Saint-Étienne de Dions a été habité durant la protohistoire et les premiers siècles de l'ère chrétienne.

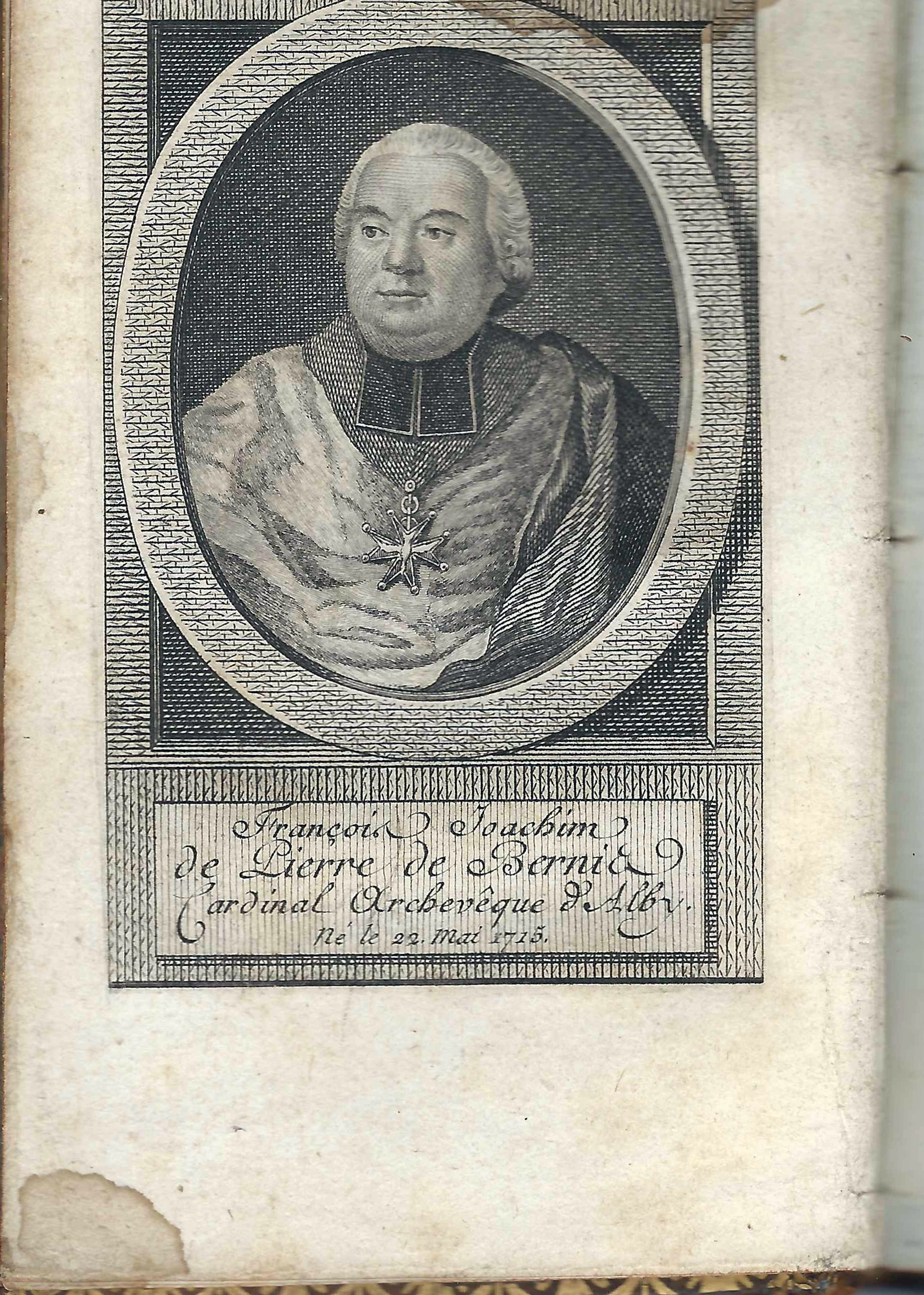
Cardinal de Bernis.

### Moyen Âge

#### Extension du village
Durant l'époque médiévale, le village se développe sur son emplacement actuel, s'entoure de remparts, et s'affirme comme un patrimoine épiscopal d'importance.  Une sentence arbitrale de l'évêque de Viviers rendue le 12 février 1242 a porté création d'un consulat à Saint-Marcel. Un très fructueux péage sur le sel a engendré une coseigneurie de 19 seigneurs pariers qui, au début du XIIIe siècle, se faisaient donc appeler consuls. Puis, et durant tout l'Ancien Régime, administration et justice ont pu relever de l'église et des nombreux seigneurs (jusqu'à 48 selon plusieurs sources) implantés dans la cité fortifiée.

#### Les Templiers et les Hospitaliers
La chapelle Saint-Sulpice, proche du hameau de Trignan, à 5 kilomètres environ du village, a été construite à l'époque où s'établissaient, non loin de là, les Hospitaliers de l'ordre de Saint-Jean de Jérusalem, sans doute vers le XIIIe siècle.
Le bâtiment, de petites dimensions, très représentatif de l'art roman, comporte des éléments de remploi, avec pierres sculptées à motifs d'entrelacs, d'une construction plus ancienne pouvant remonter au IXe siècle. À l'intérieur, une courte nef comprend deux travées avec de rares ouvertures de taille modeste.
La chapelle a connu des périodes d'abandon mais a été restaurée à plusieurs reprises.

### Époques moderne et contemporaine

#### Exode rural
Au XVIIIe siècle, la famille de Pierre, dont est issu le cardinal de Bernis, a joué un rôle important dans l'administration de la cité. Dans la deuxième moitié du XIXe siècle et la première moitié du XXe siècle, l'exode rural, dû aux crises agricoles, puis la guerre de 1914-1918, ont fortement affecté la démographie municipale : 1 046 habitants en 1954 contre 2 358 en 1856.
Mais, après la Seconde Guerre mondiale, les barrages construits dans la vallée du Rhône puis, surtout, l'implantation, à proximité, des sites nucléaires du Tricastin ont, avec l'attrait de l'Ardèche méridionale pour les retraités et les citadins à la recherche de résidences secondaires, permis de retrouver au début du XXIe siècle un total de population supérieur à 2 000 habitants.

#### Catastrophe du Banc-Rouge
Le 9 avril 1962, dix tonnes de munitions entreposées dans la poudrerie Rey explosent. D'origine accidentelle, le drame tue 18 personnes et en blesse plusieurs dizaines. La déflagration est entendue à 30 kilomètres à la ronde et le site est ravagé dans un périmètre de 12 hectares,,,. Cet accident de nature industrielle sera évoquée par la presse locale et nationale sous le nom de catastrophe du Banc-Rouge.

## Politique et administration

### Budget et fiscalité 2015
En 2015, le budget de la commune était constitué ainsi :
- total des produits de fonctionnement : 1 682 000 €, soit 654 € par habitant ;
- total des charges de fonctionnement : 1 481 000 €, soit 593 € par habitant ;
- total des ressources d’investissement : 342 000 €, soit 137 € par habitant ;
- total des emplois d’investissement : 368 000 €, soit 147 € par habitant.
- endettement : 2 142 000 €, soit 858 € par habitant.

Avec les taux de fiscalité suivants :
- taxe d’habitation : 8,24 % ;
- taxe foncière sur les propriétés bâties : 11,17 % ;
- taxe foncière sur les propriétés non bâties : 51,51 % ;
- taxe additionnelle à la taxe foncière sur les propriétés non bâties : 0,00 % ;
- cotisation foncière des entreprises : 0,00 %.

### Liste des maires
| Période                                  | Période   | Identité                  | Étiquette        | Qualité                                                   |
| ---------------------------------------- | --------- | ------------------------- | ---------------- | --------------------------------------------------------- |
| 1900                                     | 1907      | Pierre Robert             |                  |                                                           |
| 1907                                     | 1919      | Paul Saladin              |                  |                                                           |
| 1919                                     | 1929      | Hippolyte Dubois          |                  |                                                           |
| 1929                                     | 1944      | Albert Briand (1880-1944) | tendance Radical | Assassiné par les Miliciens le 23 août 1944               |
| 1945                                     | 1955      | Jean Quelin               |                  |                                                           |
| 1955                                     | 1971      | Marcel Despeysse          |                  |                                                           |
| mars 1971                                | juin 1995 | Pierre Sabatier           |                  | Inspecteur général de la Banque de France                 |
| juin 1995                                | mars 2014 | André Pesenti             | PS               | Retraité                                                  |
| mars 2014                                | mai 2020  | Michel Bouschon           | DVG              | Agent technique                                           |
| mai 2020                                 | mai 2020  | Michel Bouchon            |                  | Agent technique, technicien                               |
| mai 2020                                 | en cours  | Jérôme Laurent            |                  | Employé civil ou agent de service de la fonction publique |
| Les données manquantes sont à compléter. |           |                           |                  |                                                           |

## Population et société

### Démographie
L'évolution du nombre d'habitants est connue à travers les recensements de la population effectués dans la commune depuis 1793. Pour les communes de moins de 10 000 habitants, une enquête de recensement portant sur toute la population est réalisée tous les cinq ans, les populations de référence des années intermédiaires étant quant à elles estimées par interpolation ou extrapolation. Pour la commune, le premier recensement exhaustif entrant dans le cadre du nouveau dispositif a été réalisé en 2007.

En 2022, la commune comptait 2 357 habitants, en évolution de −1,38 % par rapport à 2016 (Ardèche : +2,48 %, France hors Mayotte : +2,11 %).
| 1793  | 1800  | 1806  | 1821  | 1831  | 1836  | 1841  | 1846  | 1851  |
| ----- | ----- | ----- | ----- | ----- | ----- | ----- | ----- | ----- |
| 1 780 | 1 700 | 1 857 | 1 977 | 2 088 | 2 217 | 2 198 | 2 237 | 2 344 |

| 1856  | 1861  | 1866  | 1872  | 1876  | 1881  | 1886  | 1891  | 1896  |
| ----- | ----- | ----- | ----- | ----- | ----- | ----- | ----- | ----- |
| 2 358 | 2 216 | 2 148 | 2 153 | 1 950 | 1 861 | 1 824 | 1 657 | 1 640 |

| 1901  | 1906  | 1911  | 1921  | 1926  | 1931  | 1936  | 1946  | 1954  |
| ----- | ----- | ----- | ----- | ----- | ----- | ----- | ----- | ----- |
| 1 468 | 1 452 | 1 405 | 1 280 | 1 195 | 1 120 | 1 066 | 1 039 | 1 046 |

| 1962  | 1968  | 1975  | 1982  | 1990  | 1999  | 2006  | 2007  | 2012  |
| ----- | ----- | ----- | ----- | ----- | ----- | ----- | ----- | ----- |
| 1 059 | 1 089 | 1 140 | 1 465 | 1 781 | 2 150 | 2 342 | 2 376 | 2 407 |

| 2017  | 2022  | - | - | - | - | - | - | - |
| ----- | ----- | - | - | - | - | - | - | - |
| 2 375 | 2 357 | - | - | - | - | - | - | - |

## Culture locale et patrimoine

### Patrimoine religieux

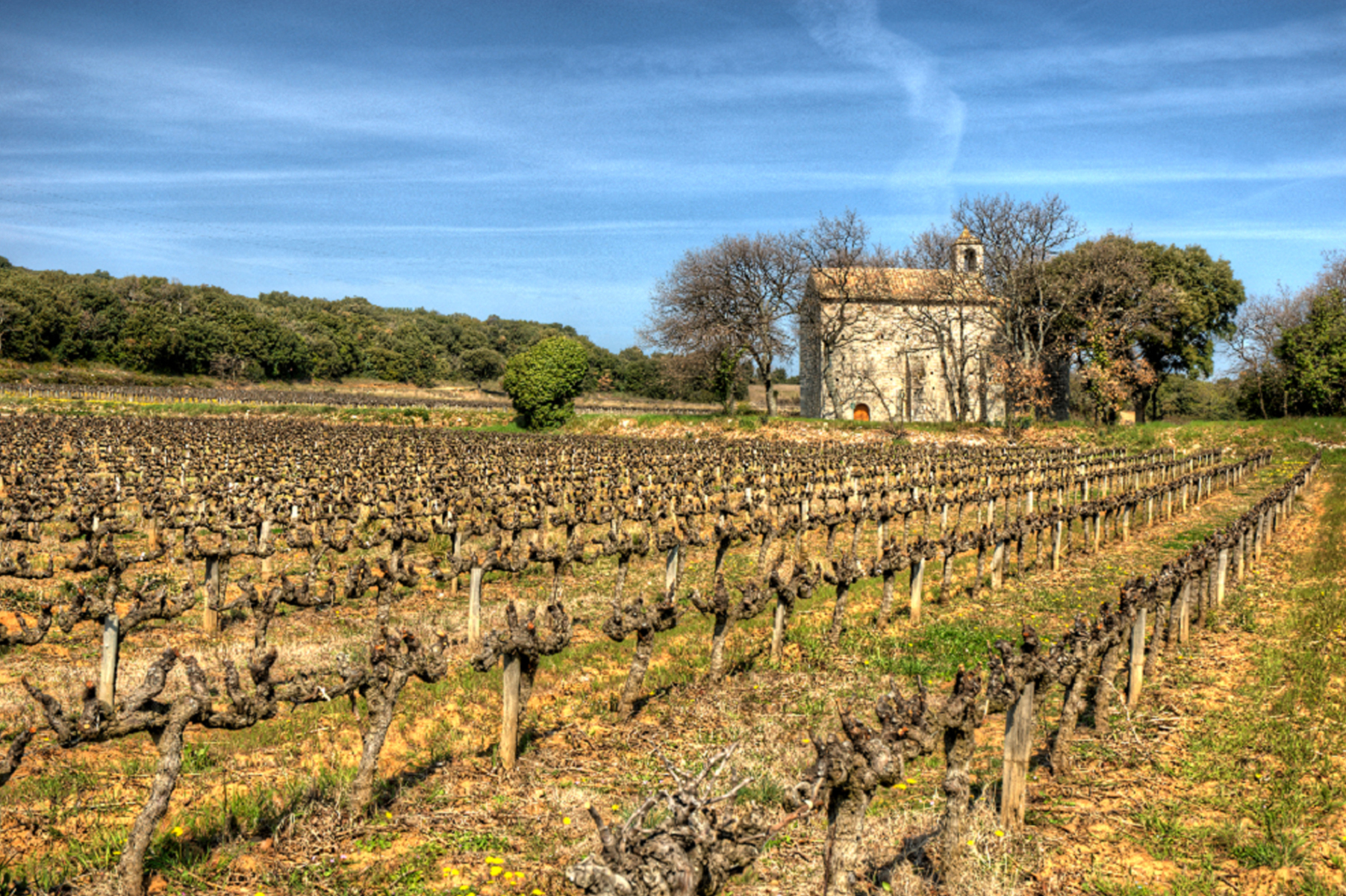
Chapelle Saint-Sulpice.

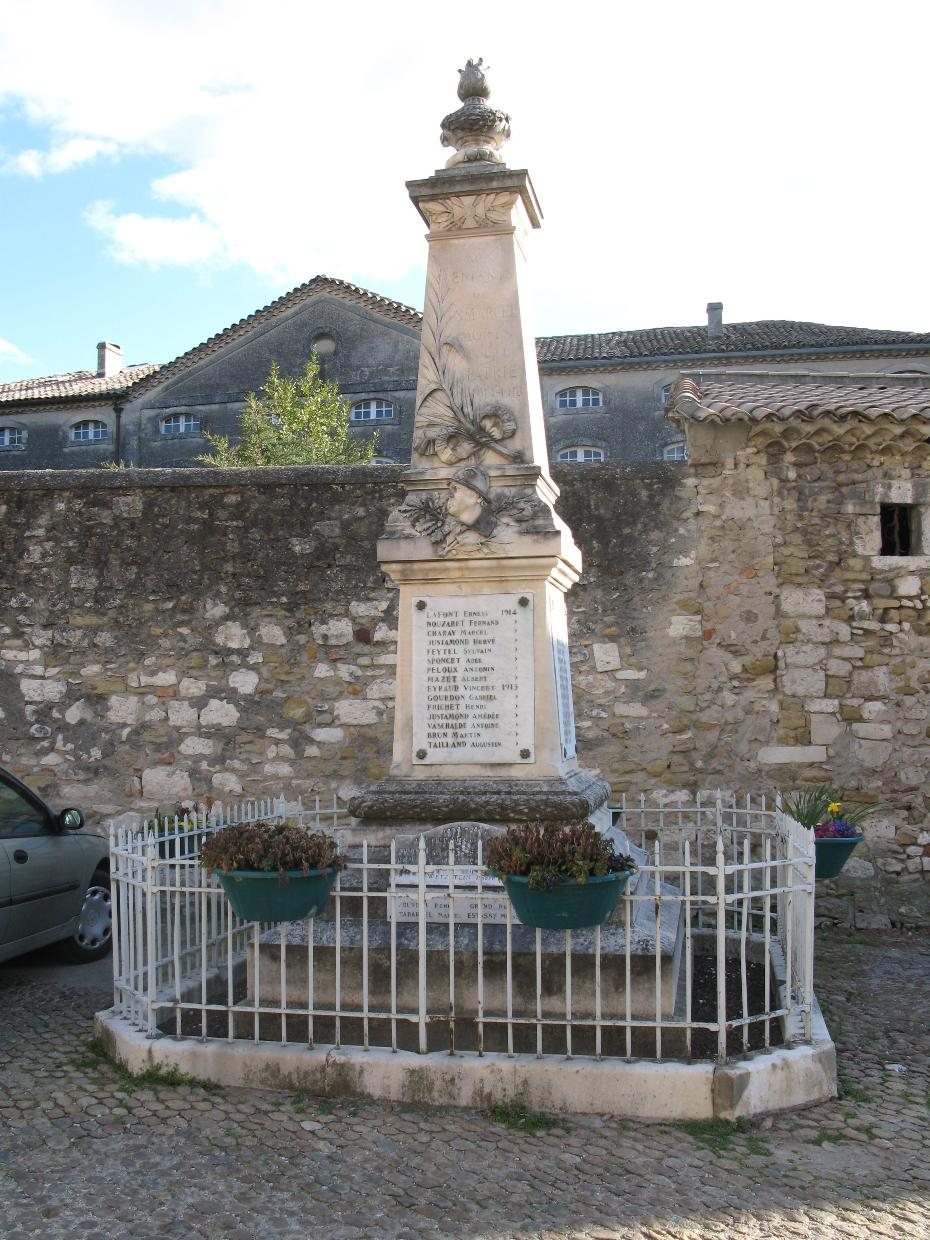
Monument aux morts.

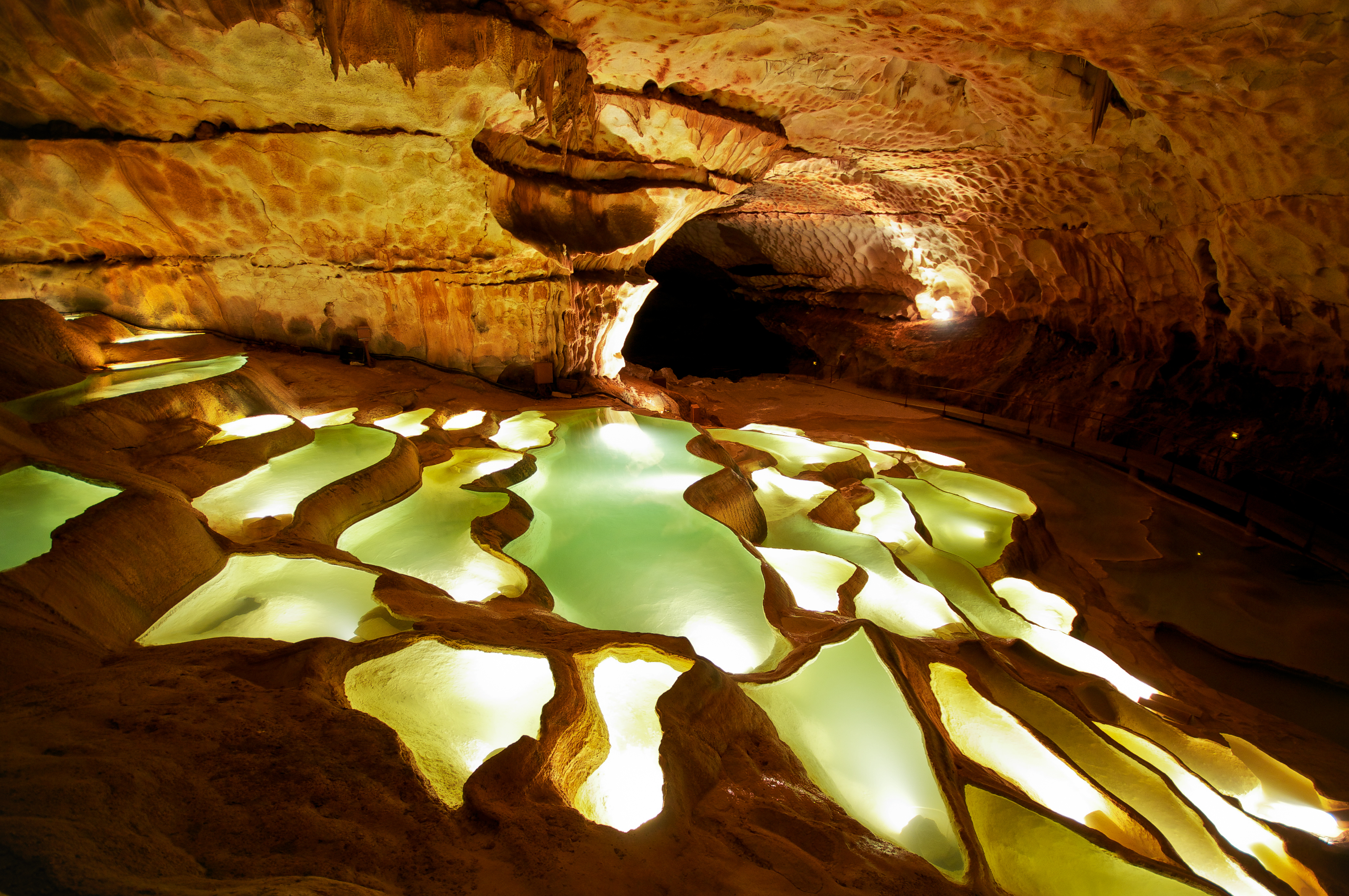
Les bassins de la grotte de Saint-Marcel.

- L'église de Saint-Marcel-d'Ardèche[32],[33].
- La chapelle Saint-Sulpice, classée Monument historique[34].
- La chapelle Saint-Julien-de-la-Renne est située à un peu moins de deux kilomètres au nord du village. Elle est ainsi nommée à cause des enfants pleureurs et grognons (li renaires en occitan) que l'on y portait jadis. Son architecture romane et la tradition s'accorderaient à en fixer la fondation au Xe siècle. Elle a été restaurée en 2006-2007 par un groupe de bénévoles, avec le soutien de particuliers et de la Société de Sauvegarde des Monuments Anciens de l'Ardèche[35].
- Chapelle des Pénitents de Saint-Marcel-d'Ardèche.
- Chapelle Saint-Joseph de Saint-Marcel-d'Ardèche.

### Lieux et monuments
- Les monuments commémoratifs[36],[37].
- La grotte de Saint-Marcel, bien que située sur le territoire de la commune de Bidon, appartient à celle de Saint-Marcel, à la suite de la donation de terrains qui a été faite en 1228 par Dame Vierne de Baladun, aux seigneurs de cette cité, à leurs chevaliers et à leurs hommes. Découverte en 1838, son entrée naturelle, en forme d'abri sous roche, à quelques dizaines de mètres de la rivière Ardèche, comprend des gisements préhistoriques très anciens. Cette cavité est classée depuis le 26 juin 1934 et se trouve dans la zone protégée au titre de "site inscrit" depuis le 15 janvier 1943.

Dès 1870, la commune a organisé, après un équipement sommaire, des visites pour les touristes amateurs du monde souterrain mais, eu égard aux difficultés d'approche et au cheminement malaisé, le nombre de visiteurs est toujours resté limité.
En revanche, les spéléologues de Saint-Marcel, de la région, de France et de l'étranger ont progressivement révélé, par leurs explorations du site dans ses divers réseaux, l'étendue et la complexité de cette grotte; elle compte en ce début du XXIe siècle plus de 50 kilomètres de galeries répertoriées et est en cela une des plus vastes de France.
De très importants aménagements ont été réalisés en 1988, sur une partie du parcours, par la municipalité, avec un accès artificiel très proche de la Route touristique des Gorges de l'Ardèche (RTGA), à proximité immédiate du "Grand Belvédère". Le 27 mai 1989 la visite de la grotte a été rouverte au public ; elle compte depuis, chaque année, plusieurs dizaines de milliers de visiteurs, son succès tenant à l'immensité des salles, à l'importance et à la beauté des concrétions, à la vaste étendue de ses "gours" (bassins) festonnés de calcite, uniques en Europe, l'ensemble souligné par un son et lumière de qualité.
La grotte la plus profonde d’Ardèche. Les 23/24 juin 2012 le réseau de Saint-Marcel-d’Ardèche devient la cavité la plus profonde d’Ardèche avec -257 m de profondeur et deux nouvelles entrées (écluse/bateau)

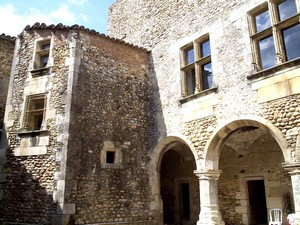
Cour d'honneur du château du Bosquet.

- Le château date du XVIIe siècle. Gravement endommagé durant la période révolutionnaire, il fut restauré au début du XIXe siècle. Propriété privée, il appartient toujours aux descendants de la famille de Bernis et abrite un domaine viticole produisant un côtes-du-Rhône village apprécié.
- Le  Trilithe, structure mégalithique[38].
- La maladrerie des Templiers[39],[40].

### Économie
L'économie locale est très développée grâce à la diversité des activités et de la présence d'une maison des services publics.
Les domaines vinicoles :
- Le château de Saint-Marcel-d'Ardèche[43] produisant un Côtes-du-Rhône.
- le Mas de Libian appartenant à la famille Thibon depuis 1670[44].

### Personnalités liées à la commune
- François-Joachim de Pierre de Bernis, cardinal de Bernis  (né au château de Saint-Marcel-d'Ardèche en (1715) d'où est originaire sa famille, mort en 1794 à Rome). Après ses succès dans les salons littéraires et politiques parisiens et à la Cour, il fut nommé en 1751 ambassadeur à Venise, puis secrétaire d'État aux Affaires étrangères, cardinal, enfin ambassadeur de France à Rome (1768) où il demeura jusqu'à sa mort. Il a laissé des mémoires et inspiré divers ouvrages .
- Léopold Chiron, (1845-1916), instituteur et préhistorien.
- Gustave Thibon, philosophe natif de Saint-Marcel (1903-2001), Grand Prix de l'Académie française a écrit de nombreux ouvrages.

### Héraldique
|  | Saint-Marcel-d'Ardèche possède des armoiries dont l'origine et le blasonnement exact ne sont pas disponibles. |